# Сарибулак (Айтекебійський район)
Сарибула́к (або Сарбулак; каз. Сарыбұлақ) — село у складі Айтекебійського району Актюбінської області Казахстану. Входить до складу Тумабулацького сільського округу.
Населення — 146 осіб (2021; 232 у 2009, 336 у 1999, 571 у 1989).